# بزرگ در ژاپن (آهنگ آلفاویل)
بزرگ در ژاپن (به انگلیسی" Big in Japan ") اولین تک آهنگ از اولین آلبوم گروه سینت پاپ آلمانی آلفاویل، برای همیشه جوان است.
این تک آهنگ در بسیاری از کشورها از جمله آلمان، سوئد و سوئیس موفقیت زیادی کسب کرد. همچنین در فهرست ۷۵ آهنگ برتر بریتانی به رتبه رسید. این آهنگ همچنین در دسامبر ۱۹۸۴ در هات دنس کلوپ پلی به رتبه یک رسید.

## شعر، موسیقی و تم
گروه هنگام خلق این اثر تحت تأثیر آهنگ " رقص ایمنی " قرار گرفت و در نیمه راه ملودی را دوبار تغییر داد. این ملودی توسط هر سه عضو گروه که در استودیوی خانگی استانی خود کار می‌کردند ساخته شده‌است.
ماریان گلد بیشتر متن شعر را در حین رفتن به دندانپزشک نوشت. تم این آهنگ بر اساس دو دوست است که شاهد گنگ‌های مواد مخدر در حومه ایستگاه قطار زوو برلین بودند. این آهنگ روایتی از دو عاشق است که در مورد ترک اعتیاد خیال پردازی می‌کنند. اصطلاح " بزرگ در ژاپن " تصور عشاق از ایده از موفقیت در دنیایی دیگر است. بنا به گفته گلد: "این خط معنای خاصی دارد". و بدان معناست که اگر شما یک بازنده کامل هستید، به دیگران می‌گویید: "من بازنده نیستم، زیرا در ژاپن من واقعاً بزرگ (موفق) هستم." این دروغ شخص بازنده است و به طرز بسیار غم‌انگیزی با داستان این افراد معتاد که آهنگ در مورد آنهاست، جا افتاده‌است.» گلد بعداً توضیح داد: "ما در ابتدا مطمئن نبودیم که این آهنگ را در آلبوم بگذاریم یا نه، زیرا این آلبوم کمی منعکس کننده زندگی شخصی من در برلین غربی در اواخر دهه ۷۰ است، که با صحنه مواد مخدر در اطراف ایستگاه قطار و باغ وحش و همه چیزهای زیرزمینی ربطی به ژاپن ندارد.»